# Гордонвілл (Міссурі)
Гордонвілл (англ. Gordonville) — селище (англ. village) в США, в окрузі Кейп-Джірардо штату Міссурі. Населення — 625 осіб (2020).

## Географія
Гордонвілл розташований за координатами 37°18′40″ пн. ш. 89°40′26″ зх. д. / 37.31111° пн. ш. 89.67389° зх. д. (37.311093, -89.673855).  За даними Бюро перепису населення США в 2010 році селище мало площу 2,02 км², уся площа — суходіл.

## Демографія
Згідно з переписом 2010 року, у селищі мешкала 391 особа в 157 домогосподарствах у складі 124 родин. Густота населення становила 193 особи/км².  Було 167 помешкань (82/км²).
Расовий склад населення:
| - 99,2 % — білих - 0,3 % — чорних або афроамериканців |

До двох чи більше рас належало 0,5 %. Частка іспаномовних становила 0,5 % від усіх жителів.
За віковим діапазоном населення розподілялося таким чином: 17,4 % — особи молодші 18 років, 65,7 % — особи у віці 18—64 років, 16,9 % — особи у віці 65 років та старші. Медіана віку мешканця становила 46,5 року. На 100 осіб жіночої статі у селищі припадало 96,5 чоловіків;  на 100 жінок у віці від 18 років та старших — 92,3 чоловіків також старших 18 років.
Середній дохід на одне домашнє господарство  становив 91 402 долари США (медіана — 72 708), а середній дохід на одну сім'ю — 105 625 доларів (медіана — 89 375). Медіана доходів становила 48 750 доларів для чоловіків та 30 833 долари для жінок. За межею бідності перебувало 4,3 % осіб, у тому числі 0,0 % дітей у віці до 18 років та 3,8 % осіб у віці 65 років та старших.
Цивільне працевлаштоване населення становило 284 особи. Основні галузі зайнятості: освіта, охорона здоров'я та соціальна допомога — 22,2 %, роздрібна торгівля — 15,8 %, мистецтво, розваги та відпочинок — 15,5 %.